# Taras Șelestiuk
Taras Șelestiuk (n. 30 noiembrie 1985, Makiivka, RSS Ucraineană, URSS) este un boxer ce a reprezentat Ucraina, medaliat olimpic. A participat la o ediție a Jocurilor Olimpice (2012) în care a câștigat o medalie de bronz.

## Participări
Lista de mai jos prezintă principalele competiții la care a participat Taras Șelestiuk de-a lungul carierei.
- boxing at the 2012 Summer Olympics – men's welterweight[*]